# Crepidomanes fallax
Crepidomanes fallax là một loài dương xỉ trong họ Hymenophyllaceae. Loài này được Christ Ebihara & Dubuisson mô tả khoa học đầu tiên năm 2006.